# Wolfensteinserien
Wolfenstein är en serie förstapersonsskjutspel, som utspelar sig under andra världskriget. Ursprungligen utvecklades spelen av Muse Software. Spelen har utgivits sedan 1981 och framåt.

## Spel
| Titel                            | Släppår |
| -------------------------------- | ------- |
| Castle Wolfenstein               | 1981    |
| Beyond Castle Wolfenstein        | 1984    |
| Wolfenstein 3D                   | 1992    |
| Spear of Destiny                 | 1992    |
| Return to Castle Wolfenstein     | 2001    |
| Wolfenstein: Enemy Territory     | 2003    |
| Wolfenstein RPG                  | 2008    |
| Wolfenstein 3                    | 2009    |
| Wolfenstein: The New Order       | 2014    |
| Wolfenstein: The Old Blood       | 2015    |
| Wolfenstein II: The New Colossus | 2017    |
| Wolfenstein: Youngblood          | 2019    |
| Wolfenstein: Enemy Territory     | 2022    |

### Fotnoter
1. ↑  ”Wolfenstein series” (på engelska). Mobygames. http://www.mobygames.com/game-group/castle-wolfenstein-series. Läst 14 maj 2015.